# Morin Heights (Pilot)
Morin Heights is het derde studioalbum van de Schotse band Pilot.
Na twee albums met commerciëlere popmuziek schakelde Pilot Roy Thomas Baker als nieuwe producer in. Hij maakte het geluid wat steviger zonder de close-harmony van Pilot schade toe te brengen. Het wordt opgenomen in Morin Heights (Canada). 
De cd-uitgave blinkt uit door het weglaten van informatie over dit album. Er is geen vermelding van de musici die hebben meegewerkt aan dit album, alleen dat de productiemaatschappij C-Five Records is gevestigd in Frankrijk. Dit doet het album ogen als een bootleg.

## Musici
Pilot bestond toen uit de volgende musici:
- David Paton – basgitaar, zang
- Ian Bairnson – gitaar, zang
- William Lyall – toetsen
- Stuart Tosh – slagwerk

## Composities
1. Hold on (Ian Bairnson)
2. Canada (David Paton)
3. First after me (David Paton)
4. Steps (Ian Bairnson)
5. The mover (Ian Bairnson)
6. Penny in my pocket (David Paton)
7. Lies and lies (David Paton)
8. Running water (Ian Bairnson)
9. Trembling (David Paton)
10. Maniac (come back) (David Paton-William Lyall)
11. Too many hopes (David Paton)